# Cañas
Cañas – miasto w Kostaryce. Według danych z 2006 mieszkało tu wtedy 21 900 ludzi. Rozwinięte są przemysł spożywczy i włókienniczy.

## Transport

### Drogi krajowe
Przez miejscowość Cañas przebiegają następujące drogi krajowe:
- Droga krajowa nr 1
- Droga krajowa nr 6
- Droga krajowa nr 142
- Droga krajowa nr 923
- Droga krajowa nr 925